# Mare Mikoff
Mare Mikoff, född Mare Mikof 20 augusti 1941 i Tallinn i Estland, är en estländsk skulptör och konservator.
Mikoff studerade historia 1962–1964 vid Tartus universitet och – med avbrott – skulptur 1961–1971 på Estlands konstakademi. Hon blev 2005 professor i skulptur vid Estlands konstakademi. 

## Verk (i urval)
- Skymning, skulptur i brons utanför Viru Keskus i Tallinn, 2005
- Skulpturgruppen Bondkvinnor, framför ingången till Tartu konstmuseum, 1974–1978
- Ett hundratal bosatta i Tartu, vid Emajõgi-floden, 1977
- Staty av Karl Menning framför Vanemuine teater i Tartu
- Skulpturen Pojkar under ett paraply, 1985, rest i Kanutiparken 2008